# David Antunes & The Midnight Band
David Antunes & The Midnight Band é uma banda musical portuguesa.

## Biografia
David Antunes nasceu em Santarém mas em 1990 mudou-se para Londres onde viveu até aos 20 anos. Regressou para Portugal no ano 2000 onde actualmente reside.
Cantor, compositor e pianista, começou a tocar com o pai aos seis anos de idade
Fica conhecido pelo público quando é convidado para fazer parte do programa 5 para a meia-noite da RTP em 2009.
Nasce então a banda "David Antunes & The Midnight Band" onde integram também os seus irmãos André Antunes, Valter Antunes.
Em 2014 lança dois temas originais "Não te quero mais" e "És o meu final feliz" que atingem o primeiro lugar do iTunes em Portugal. Ambos duetos com a cantora Vanessa Silva.
Em 2015 volta a lançar dois singles, "Hoje não estou p´ra ninguém" e "Não vai acontecer", este último que alcança também o primeiro lugar de vendas no iTunes.
No final do ano e com a saída de Pedro Fernandes do programa 5 para a meia-noite, David Antunes e a sua banda terminam também 6 anos de 5 para a meia-noite.
Em 2016 é convidado juntamente com a Midnight Band a integrar o programa Agora Nós da RTP e iniciam essa aventura a 1 de Fevereiro.
A 31 de Março de 2016, David Antunes lança um novo single. "Voltar à casa de partida".
Em Outubro é convidado para participar no concurso da TVI "A tua cara não me é estranha". No dia 21 de Janeiro de 2017 vence a final deste programa interpretando o tema "You are so beautiful" de Joe Cocker, juntando-se assim a João Paulo Rodrigues, Luciana Abreu e Wanda Stuart na lista de vencedores deste formato televisivo.
Em 31 de Março de 2017 lança um single com o nome de "Sem ninguém saber"
No dia 1 de Março de 2018 volta a lançar um novo single "Sinto Falta" que acaba por fazer parte da banda sonora da novela TVI "A Herdeira".

### Temas originais
- 2014 - Não te Quero Mais
- 2014 - És o meu final feliz
- 2015 - Hoje não estou p´ra ninguém
- 2015 - Não vai acontecer
- 2016 - Voltar à casa de partida
- 2017 - Sem ninguém saber
- 2018 - Sinto Falta
- 2019 - Tarde Demais
- 2019 - Faço o que eu quiser
- 2020 - Vai Ficar Tudo Bem

### Álbuns
- 2017 -  Casa de Partida